# بوقرة (تيارت)
بوقرة هي إحدى بلديات دائرة حمادية بولاية تيارت.

## الموقع الجغرافي
تقع بلدية بوقرة جنوب ولاية تيارت وهي البلدية التي تفصل بين ولايتي تيارت وتيسمسيلت فيحدها من الشمال حمادية ومن الجنوب خميستي ومن الشرق تيسمسيلت ومن الغرب هناك قرى تفصل بين ولاية تيارت وولاية المدية وتتميز بلدية بوقرة بسد بوقارة الخلاب والغالب على طبيعة بوقرة.

## المرافق
من ناحية التعليم يوجد فيها 5 مدارس ابتدائية ومتوسطة واحدة ويوجد بها مسجدان لعبادة الله ومدرستان لتعليم القرآن.